# Psina
Psina (Cyna, dawniej również Cynna; niem. Zinna, śl.: Cina lub Cyna, czes. Cina lub Pština) – rzeka, lewy dopływ Odry o długości 52,56 km.
Rzeka przepływa przez województwo opolskie i śląskie. Jej źródła znajdują się w okolicy Gołuszowic. Płynie przez Głubczyce, Baborów, Grobniki. Za miejscowością Bieńkowice wpływa do Odry. Jej prawymi dopływami są Troja i Biała Woda
W XIII wieku, na wysokości wsi Bieńkowice z Psiny przekopano sztuczny kanał Psinka, zasilający ówczesny Racibórz w wodę do celów gospodarczych. Kanał ten funkcjonował aż do roku 1969. Pomimo oficjalnej, hydrologicznej nazwy Psinka, kanał ten nazywano Cyną lub Psiną, co powodowało częste mylenie nazwy rzeki (Psina-Cyna).

## Psina jako rzeka graniczna

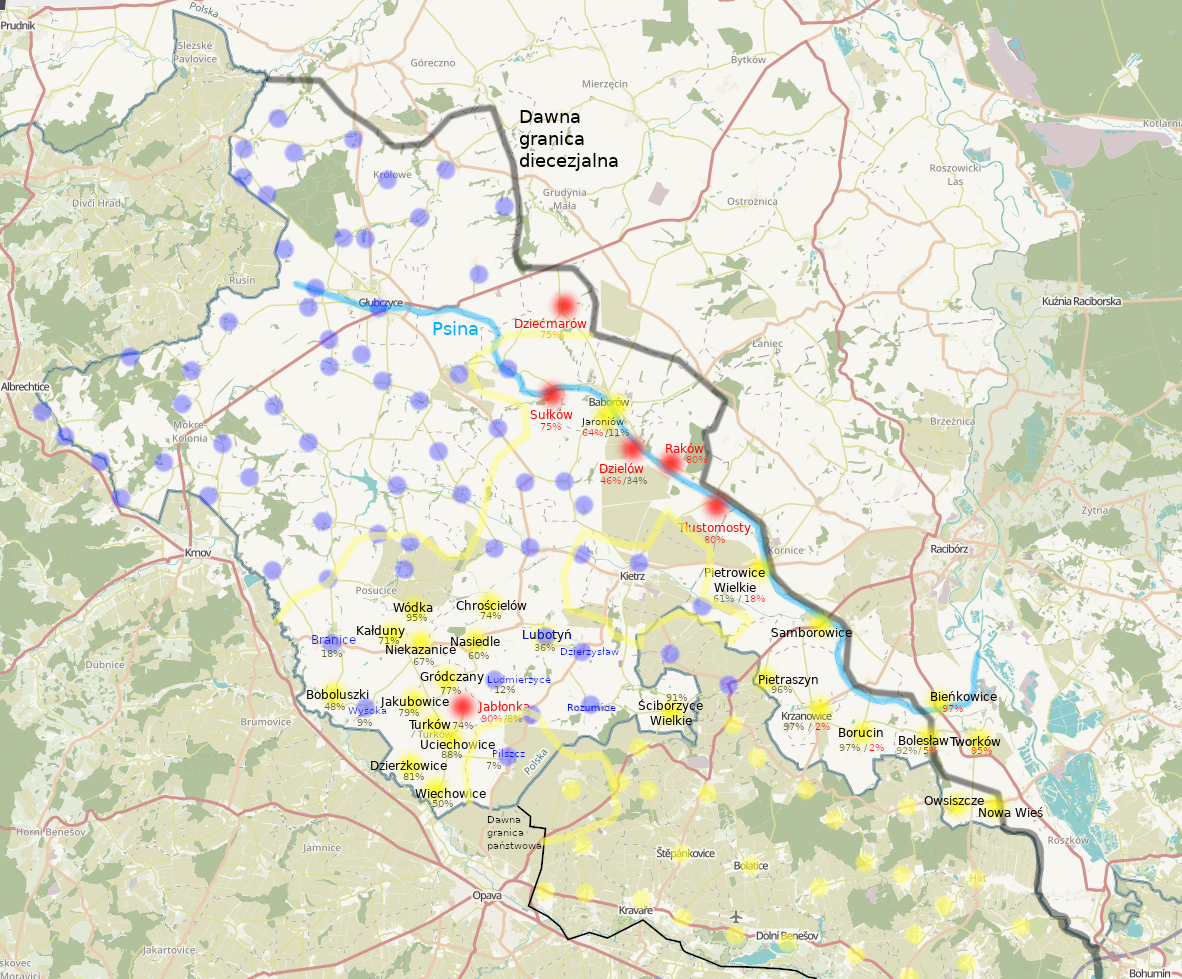
Rzeka Psina (kolor niebieski) a dawna północna granica diecezji ołomunieckiej (kolor czarny)

Psina stała się rzeką graniczną pomiędzy Polską a Morawami być może już w ramach pokoju kłodzkiego w 1137, ewentualnie pomiędzy księstwem raciborskim Mieszka Plątonogiego a Morawami po roku 1180 (około 1194), przy czym jedyna wzmianka o wymianie ziem za mającą leżeć przy Opawie krainę Primoravia musi być odrzucona, gdyż była błędem kronikarza. Początkowo lewy, północny brzeg, m.in. ze wzmiankowaną w 1223 miejscowością Lichan na obszarze późniejszego Baborowa, znajdował się po stronie polskiej (raciborskiej). Utracił go książę Władysław opolski w 1253 po nieudanej wyprawie przeciw późniejszemu królowi czeskiemu Przemysłowi Ottokarowi II. Po tym wydarzeniu granica przebiegała wzdłuż Psiny jedynie w jej środkowym biegu, przede wszystkim pomiędzy morawskojęzyczną diecezją ołomuniecką a w tych okolicach polskojęzyczną diecezją wrocławską. Granica polityczna straciła na znaczeniu po shołdowaniu królowi czeskiemu księstwa raciborskiego (1327), a jeszcze bardziej po połączeniu go z księstwem opawskim w 1337. Jego terytorium co najmniej od końca XV wieku uważano już za część Górnego Śląska.